# Liste der Bodendenkmale in Salzgitter
In der Liste der Bodendenkmale in Salzgitter sind die Bodendenkmale der niedersächsischen kreisfreien Stadt Salzgitter aufgeführt. Die Quelle ist der Denkmalatlas Niedersachsen.
- Bitte beachten Sie, dass diese Liste keinen Anspruch auf Vollständigkeit erhebt.
- Die Angaben ersetzen nicht die rechtsverbindliche Auskunft der zuständigen Denkmalschutzbehörde.
- Es sind nur Daten aus dem Denkmalatlas verarbeitet.
- Der Stand der Liste ist der 13. April 2025.

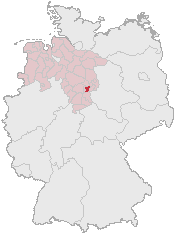
Salzgitter

## Allgemein
In den Spalten finden sich folgende Informationen des Bodendenkmales:
| Lage         | geographische Koordinaten                                                           |
| Bezeichnung  | Bezeichnung lt. Denkmalatlas                                                        |
| Beschreibung | Beschreibung lt. Denkmalatlas                                                       |
| ID           | Objekt-ID                                                                           |
| Bild         | Bild, ggf. zusätzlich mit Link zu weiteren Fotos im Medienarchiv Wikimedia Commons. |

## Gebhardshagen
| Lage                        | Bezeichnung     | Beschreibung | ID       | Bild |
| --------------------------- | --------------- | --- | -------- | ---- |
| 52° 7′ 22″ N, 10° 18′ 33″ O | Gebhardshagen 6 | Durchmesser ca. 14 m und Höhe ca. 1,5 m. In der Kuppe mehrere runde Eingrabungen. Südlicher Hügelfuß nur schwach vom übrigen Gelände abgesetzt. | 28943280 | BW   |

## Hallendorf
| Lage                        | Bezeichnung              | Beschreibung | ID       | Bild |
| --------------------------- | ------------------------ | --- | -------- | ---- |
| 52° 9′ 20″ N, 10° 22′ 48″ O | Hallendorf 1, Steinkreuz | Höhe über Erdboden 0,8 m; größte Breite 0,73 m; Stärke 0,24 m. Oberfläche leicht verwittert, sonst gut erhalten. Der Schaft verbreitert sich zur Basis, das Kopfstück über den Kreuzarmen verjüngt sich nach oben. Die Kreuzarme enden mit einem schrägen Abschluss. | 28943291 | BW   |
| 52° 9′ 20″ N, 10° 22′ 48″ O | Hallendorf 2, Steinkreuz | Höhe über Erdboden 0,34 m; größte Breite 0,53 m; Stärke 0,2 m. Der Schaft verbreitert sich zum Erdboden hin, der Kopf verjüngt sich geringfügig nach oben. Die Kreuzarme enden mit einem schrägen Abschluss. Oberfläche verwittert, sonst gut erhalten.              | 28943292 | BW   |
| 52° 9′ 20″ N, 10° 22′ 48″ O | Hallendorf 3, Steinkreuz | Höhe über Erdboden 0,4 m; größte Breite 0,6 m; Stärke 0,15 m. Die Kreuzarme enden in schrägen Abschlüssen, ein Kreuzarm ist mit einer Eisenklammer repariert. Oberfläche stark verwittert.                                                                           | 28943293 | BW   |
| 52° 9′ 20″ N, 10° 22′ 48″ O | Hallendorf 4, Steinmal   | Steinplatte mit rundem oberen Abschluss, wohl Fragment eines Kreuzsteines. Höhe über Erdboden 0,42 m; Breite 0,46 m; Stärke 0,12 m. Oberfläche stark verwittert. | 28943294 | BW   |

## Lebenstedt
| Lage                         | Bezeichnung            | Beschreibung | ID       | Bild |
| ---------------------------- | ---------------------- | --- | -------- | ---- |
| 52° 10′ 26″ N, 10° 19′ 32″ O | Lebenstedt 1, Siedlung | Mittelpaläolithische Freilandstation in 4 – 6 m T. unter der Oberfläche, deren genaue Ausdehnung unbekannt ist. Die Fundstelle wurde durch zwei Baumaßnahmen innerhalb der Kläranlage angeschnitten. Nach dem Gesamtbefund der Grabungen 1952 und 1977 sind weitere ungestörte Siedlungsbereiche im gesamten westlichen Abschnitt des Kläranlagengeländes zu erwarten. Auch auf dem gegenüberliegenden Rücken südl. des Krähenriedebaches könnten im Liegenden die gleichen Funde konserviert sein. Nach den bisherigen Grabungsergebnissen und dem enormen Umfang der Jagdbeutereste muss mit einer sehr intensiven Besiedlungsphase während der Belegung der Fundstelle gerechnet werden. Auf dem Gelände südl. des Krähenriedebaches ist deshalb mit ähnlichen Funden und Befunden zu rechnen. Eine Unterschutzstellung ist daher unbedingt erforderlich. | 28942788 |      |

## Lichtenberg
| Lage                        | Bezeichnung                     | Beschreibung | ID       | Bild           |
| --------------------------- | ------------------------------- | --- | -------- | -------------- |
| 52° 7′ 17″ N, 10° 17′ 18″ O | Lichtenberg 2, Burg Lichtenberg | Hoch- bis spätmittelalterliche Burganlage, erbaut wahrscheinlich im 12. Jh., erste schriftliche Erwähnung 1180 (anlässlich einer Eroberung), im 14. Jh. eine Zerstörung, 1552 endgültig zerstört. Die Anlage besteht aus einer ovalen Kernburg von 45 × 80 m Fläche mit einer diese „zwingerartig“ umschließenden Unterburg auf ca. 120 × 200 m Fläche. Der Bergfried wurde 1898 auf dem Platz des abgebrochenen Bergfrieds als Aussichtsturm wieder aufgebaut. Die bei den Ausgrabungen freigelegten Mauerreste liegen offen. Sie wurden zum Teil restauriert, ihre Fassaden sind aber häufig neu ausgebrochen. In den Gräben liegen große Mengen von behauenen Steinen, Ziegel- und Schieferbruch. Die Keramikfunde datieren in die Zeit vom Ende des 12. Jh. bis ins 16. Jh. | 28942443 | Weitere Bilder |
| 52° 7′ 17″ N, 10° 17′ 7″ O  | Lichtenberg 3, Burg             | Ringgraben mit Vorwall; auf dem höchsten Punkt eine turmhügelartige Erhebung von ca. 6 m Höhe, in deren Kuppe befindet sich ein ca. 1,5 m tiefer Trichter. Nach Westen sehr steiler Hang, ca. 1,5 – 2 m tiefer Hanggraben mit Vorwall. Nach Süden durch einen ca. 6 m tiefen Graben geschützt. Nach Osten ca. 1,5 m tiefer Graben und Vorwall. Fortsetzung nach Südwesten: von Höhenrücken des Kruxberges nochmals durch einen ca. 4 m tiefen Graben abgetrennt. Auf dem Grat des nach SW verlaufenden Höhenrückens längliche Eintiefungen, die durch Kalksteinentnahme entstanden sein könnten. Nach Norden ist die Anlage durch einen kleineren Abschnittsgraben auf dem allmählich auslaufenden Höhenrücken geschützt.                                                       | 28943281 | BW             |
| 52° 7′ 23″ N, 10° 17′ 9″ O  | Lichtenberg 6, Hohlweg          | Nördlich der Burg auf dem Kruxberg ist ein Teilstück des alten Zufahrtsweges zur Befestigungsanlage erhalten. Länge des Hohlweges ca. 50 m; Breite 3 – 4 m. In der Verlängerung führt der Hohlweg in den südlichen Teil des Ringgrabens der Burganlage. | 28942440 | BW             |
| 52° 7′ 4″ N, 10° 17′ 23″ O  | Lichtenberg 7, Kalkofen         | Kalkofen - Halde ID: 28942442 - Halde ID: 28942439 - Kalkofen ID: 28942441 | 28942438 | BW             |

## Lobmachtersen
| Lage                        | Bezeichnung               | Beschreibung | ID       | Bild |
| --------------------------- | ------------------------- | ------------ | -------- | ---- |
| 52° 6′ 20″ N, 10° 23′ 48″ O | Lobmachtersen 1, Siedlung |              | 28943287 | BW   |

## Osterlinde

### Osterlinde 1
- ID:28943295
- Grabhügelfeld

| Lage                        | Bezeichnung  | Beschreibung | ID       | Bild |
| --------------------------- | ------------ | --- | -------- | ---- |
| 52° 7′ 38″ N, 10° 15′ 31″ O | Osterlinde 1 | Durchmesser ca. 16 m und Höhe ca. 1 m. Im W von Waldweg etwas angeschnitten. Oberfläche durch Trampelpfad in N-S-Richtung und durch mehrere Fahrspuren verändert. Im westl. Hügelfuß kleine rechteckige Eingrabung. Kuppe abgetragen. | 28943296 | BW   |
| 52° 7′ 38″ N, 10° 15′ 32″ O | Osterlinde 2 | Größe ca. 9 × 6 m und Höhe ca. 0,4 m. Rundoval. Über südl. Hügelfuß führt ein alter Waldweg. Fahrgleise deutlich eingeschnitten. | 28943297 | BW   |
| 52° 7′ 38″ N, 10° 15′ 32″ O | Osterlinde 3 | Durchmesser ca. 9 m und Höhe ca. 0,4 m. | 28943298 | BW   |
| 52° 7′ 39″ N, 10° 15′ 32″ O | Osterlinde 4 | Durchmesser ca. 9 m und Höhe ca. 1 m. Von Waldweg im W etwas angeschnitten, 1977 von Rötting ausgebessert. Kuppe abgegraben, im westl. Hügelfuß zwei tiefe Fahrspuren.                                                                | 28943390 | BW   |
| 52° 7′ 39″ N, 10° 15′ 32″ O | Osterlinde 5 | Durchmesser ca. 6 m und Höhe ca. 0,6 m. Von Waldweg im W zur Hälfte abgetragen. | 28943391 | BW   |
| 52° 7′ 40″ N, 10° 15′ 33″ O | Osterlinde 6 | Durchmesser ca. 7 m und Höhe ca. 1 m. | 28943392 | BW   |
| 52° 7′ 40″ N, 10° 15′ 34″ O | Osterlinde 7 | Durchmesser ca. 9 m und Höhe ca. 1 m. Auf NO-Seite 2 Fahrspuren. | 28943393 | BW   |
| 52° 7′ 41″ N, 10° 15′ 33″ O | Osterlinde 8 | Größe ca. 15 × 9 m und Höhe ca. 1,2 m. Oval. Bei Anlage des Waldweggrabens die südliche Hälfte abgetragen. In N-S-Richtung ein Trampelpfad. Unruhiges Relief. Sehr lang, eventuell Doppelhügel.                                       | 28943394 | BW   |

## Salder
| Lage                        | Bezeichnung           | Beschreibung | ID       | Bild |
| --------------------------- | --------------------- | --- | -------- | ---- |
| 52° 7′ 41″ N, 10° 18′ 59″ O | Salder 2              | Größe ca. 14 × 10 m und Höhe ca. 0,6 m. Unregelmäßig. Im SW-Bereich abgegraben, flache Kuppe. Größere Anzahl von Kaninchenbauten. Forche vermutete hier den Rest eines Grabhügelfeldes, das sich in südwestlicher Richtung erstreckt haben soll. | 28943285 | BW   |
| 52° 8′ 18″ N, 10° 19′ 56″ O | Salder 3, Befestigung | Kleine Befestigungsanlage, ehemals durch einen breiten Wassergraben geschützt. Annähernd quadratisch, Dm. ca. 80 × 80 m. (Lt. Flurkarte von 1756 u. Karte des Braunschweiger Landes im 18. Jh. Blatt Nr. 3828 Barum). Ein in Stichbogentonne eingedeckter Keller (7 × 4 m) mit westöstlicher Achse war bis nach 1920 erhalten. Der südliche Bereich der Befestigungsanlage ist als rechteckige Erhöhung (H. ca. 1 m) deutlich zu erkennen. Der umgebende Graben ist einplaniert. Der nördliche Teil der Befestigungsanlage, in dem sich auch der Keller befand, wurde Anfang der 1960er Jahre mit einem Einfamilienhaus und einer dazugehörigen Garage bebaut. Bei einer Begehung 1983 fanden sich zahlreiche Keramikscherben, die vom 10. Jh. (oder früher) bis ins 16. Jh. datieren. Der „Kleine Hof“ gilt als der Stammsitz der Herren von Salder. 1325 entstanden zwei Linien der Familie, die über je einen Hof im Dorf verfügten. Diese bestanden aus dem „Großen Hof“ im Südosten, der im 17. Jh. durch das Schloss ersetzt wurde, und dem „Kleinen Hof“ im Südwesten, der vor Mitte des 17. Jahrhunderts aufgegeben wurde. | 28943282 | BW   |

## Salzgitter-Bad
| Lage                        | Bezeichnung               | Beschreibung | ID       | Bild           |
| --------------------------- | ------------------------- | --- | -------- | -------------- |
| 52° 2′ 48″ N, 10° 22′ 45″ O | Salzgitter-Bad 1, Wüstung | Hier lag das Dorf Vöppstedt, das im zehnten Jh. in einer als unecht geltenden Urkunde über die Gründung des Klosters Ringelheim vom 17. Januar 900 (940?) erstmals erwähnt wird. Auch in späteren Urkunden taucht die Ortschaft des Öfteren auf. So bestätigte zum Beispiel 1174 der Hildesheimer Bischof Adelong die Gründung des Klosters Wöltingerode und zählte seine Güter auf, unter denen sich auch eine Hufe Land und eine Hausstelle in „Vepstide“ befanden. Im 14. Jh. wurde das Dorf verlassen, die Bewohner siedelten sich bei den nahegelegenen Salzquellen an. Die ehemalige Dorfkirche ist als Ruine erhalten. Sie wurde über Jahrhunderte weiter als Totenkirche genutzt. | 28943286 | Weitere Bilder |

## Thiede
| Lage                         | Bezeichnung           | Beschreibung | ID       | Bild |
| ---------------------------- | --------------------- | --- | -------- | ---- |
| 52° 11′ 32″ N, 10° 28′ 32″ O | Thiede 2, Befestigung | Die Wall-Grabenanlage am Osthang des Klosterberges gehörte vermutlich zur Steterburg, die urkundlich 938 n.Chr. erstmals erwähnt wird. Auf der Stelle der alten Burg wurde ca. 1007 n. Chr. das heutige Stift Steterburg gegründet. Von der Anlage ist im Gelände heute ein annähernd rechtwinklig verlaufender Graben von 270 bzw. 190 m Länge erhalten, der an einigen Stellen noch von einem außen vorgelagerten Wall begleitet wird. Im südlichen Schenkel ist auch im Inneren noch ein Wallrest vorhanden. Die Grabentiefe beträgt beim südlichen Schenkel ca. 2 m, die Breite der Grabensohle bis 3 m. Die Höhe des Walles dort bis 0,6 m. Im östlichen Schenkel beträgt die Breite der Grabensohle bis 4,0 m; die Tiefe ca. 1,3 m. Der außen vorgelagerte Wall ist noch bis ca. 0,5 m hoch und ca. 5 m breit; er wird mehrfach von Wegen durchschnitten. Nach Norden laufen Graben und Wall allmählich aus. - Teilstück ID: 38430830 | 28942444 | BW   |
| 52° 10′ 56″ N, 10° 27′ 32″ O | Thiede 21, Friedhof   | Kriegerfriedhof aus dem dreißigjährigen Krieg, angelegt nach der Schlacht bei Thiede 1641, sog. Schwedengräber. Rechteckige Wall-Grabenanlage, Maße ca. 50 × 20 m, innerhalb der Umwallung liegen die Gräber. Anlage gut erhalten, an der nordöstl. Ecke eine neue Beschädigung durch Holzrückefahrzeuge. | 28919600 | BW   |

## Watenstedt
| Lage                        | Bezeichnung                | Beschreibung | ID       | Bild |
| --------------------------- | -------------------------- | ------------ | -------- | ---- |
| 52° 8′ 48″ N, 10° 25′ 24″ O | Watenstedt 6, Arbeitslager |              | 49423507 | BW   |
| 52° 8′ 48″ N, 10° 25′ 24″ O | Watenstedt 6, Arbeitslager |              | 49525332 | BW   |